# هوارد شيلي
هوارد شيلي (بالإنجليزية: Howard Shelley)‏ هو موزع وعازف بيانو بريطاني، ولد في 9 مارس 1950 في لندن في المملكة المتحدة.

## وصلات خارجية
- هوارد شيلي على موقع IMDb (الإنجليزية)
- هوارد شيلي على موقع ميوزك برينز (الإنجليزية)
- هوارد شيلي على موقع أول ميوزيك (الإنجليزية)
- هوارد شيلي على موقع ديسكوغز (الإنجليزية)